# Кихира, Рика
Ри́ка Кихи́ра (яп. 紀平 梨花, род. 21 июля 2002, Нисиномия, Япония) — японская фигуристка, выступающая в одиночном катании. Двукратная чемпионка четырёх континентов (2019, 2020). Победительница финала Гран-при (2018). Двукратная чемпионка Японии (2020, 2021), серебряный призёр чемпионата Японии (2019) и бронзовый призёр чемпионата Японии (2018). Серебряный (2019) и бронзовый (2021) призёр командного чемпионата мира.
Кихира — первая в истории одиночница, исполнившая каскад тройной аксель и тройной тулуп на соревнованиях Международного союза конькобежцев. Также первая одиночница в истории фигурного катания, преодолевшая отметку в 83 балла в короткой программе.
По состоянию на 17 февраля 2022 года занимает 11-е место в рейтинге Международного союза конькобежцев.

## Спортивная карьера

### Среди юниоров

#### Сезон 2016—2017
В сентябре 2016 года дебютировала на юниорских этапах Гран-при, сначала завоевав серебро в Остраве, затем завоевала золото в Любляне. В финале юниорского Гран-при заняла четвертое место.

#### Сезон 2017—2018
В сентябре 2017 года завоевала серебро на этапе юниорского Гран-при в Риге, затем в октябре завоевала бронзу на юниорском этапе Гран-при в Больцано. В конце года стала чемпионкой Японии среди юниоров и бронзовой медалисткой взрослого чемпионата этой страны. В марте 2018 года на чемпионате мира среди юниоров заняла восьмое место.

### Среди взрослых

#### Сезон 2018—2019
В сезоне 2018—2019 годов (в 16 лет) дебютировала на взрослом международном уровне, сначала победив на челленджере «Мемориал Ондрея Непелы» в Словакии, а потом на двух этапах серии Гран-при, — японском NHK Trophy и французском Internationaux de France, — обеспечив себе место в финале серии.
6 декабря в канадском Ванкувере участвовала в финале Гран-при, где установила в короткой программе новый мировой рекорд, набрав 82,51 балла, и стала первой, обойдя россиянку Алину Загитову на 4,58 балла. Спустя двое суток исполнила произвольную программу, включив в неё два тройных акселя, один из которых был исполнен с ошибкой и недокрутом, а другой — чисто, в каскаде с двойным тулупом (впервые в истории фигурного катания). Рика в сумме набрала 233,12 балла и стала победительницей финала Гран-при, победив как в короткой, так и в произвольной программах.
В декабре завоевала серебро на чемпионате Японии, тем самым обеспечив себе место в составе сборной на чемпионат четырёх континентов 2019 и чемпионат мира 2019.
В феврале выступила на турнире Challenge Cup в Гааге, после короткой программы занимала второе место с 66,44 баллами, в произвольной программе заняла первое место с 141,90 баллами, по итогу одержала победу в турнире с общей суммой баллов 208,34. В марте выступила на чемпионате мира 2019 года в городе Сайтаме, после короткой программы занимала 7 место с 70,90 баллами. В произвольной программе заняла 2 место с 152,59 баллами, и общей суммой баллов 223,49 в итоге заняла 4 место.
В апреле выступила на командном чемпионате мира 2019 года в городе Фукуоке, где установила новый мировой рекорд в короткой программе — 83,97 балла. В произвольной программе заняла 5 место с 138,37 баллами, были допущены ошибки такие как: падение с тройного акселя, на котором техническая бригада нашла недокрут, а также было падение и недокрут на втором прыжке в каскаде тройной лутц и тройной тулуп. В составе сборной команды Японии завоевала серебро турнира.

#### Сезон 2019—2020
В сентябре 2019 года Кихира выступила на канадском турнире серии «Челленджер» Autumn Classic International, чисто исполнив короткую программу она заняла промежуточное первое место с 78,18 баллами. В произвольной программе также заняла первое место с 145,98 баллам и по итогу завоевала золото этого турнира с 224,16 баллами. Затем выступила на этапах серии Гран-при, в октябре на Skate Canada и в ноябре на NHK Trophy, на которых завоевала две серебряные медали, тем самым обеспечив себе место в финале серии. В начале декабре выступила в финале Гран-при, где заняла 4 место. 21 декабря выиграла чемпионат Японии.

#### Сезон 2020—2021
В начале сезона Рика Кихира начала тренировки под руководством швейцарского специалиста Стефана Ламбьеля, основным тренером фигуристки осталась Миэ Хамада. Запланированный переход к канадцу Брайану Орсеру не состоялся из-за пандемии COVID-19.
Первым соревнованием в сезоне для спортсменки должен был стать этап Гран-При во Франции, однако соревнования были отменены.
В результате первое выступление состоялось на национальном чемпионате в Нагано, где в короткой программе Рика исполнила тройной аксель, но немного оступилась на каскаде из тройных флипа и тулупа. При исполнении дорожки шагов, фигуристка выполнила колесо, сорвав аплодисменты зрителей. В произвольной программе впервые на соревнованиях Кихира идеально приземлила четверной прыжок (сальхов), а следом прыгнула тройной аксель с недокрутом. Кихира стала первой из взрослых фигуристок, кто приземлил четверной прыжок и тройной аксель в одной программе. По итогам короткой и произвольной программ 18-летняя фигуристка набрала 234,24 балла, став двукратной чемпионкой Японии.
На чемпионате мира в Стокгольме Рика Кихира осталась без медали. Фигуристка получила малую серебряную медаль за исполнение короткой программы, однако неудачно исполнила произвольную программу, показав лишь девятый результат. По сумме баллов за короткую и произвольную программу Кихира набрала 205,70 балла, заняв итоговое седьмое место.
В апреле 2021 года Кихира приняла участие в командном чемпионате мира по фигурному катанию в Осаке. В короткой программе стала четвертой, упала с тройного акселя и допустила недокрут на каскадном тулупе. В произвольной программе Рика стала пятой. Она вернулась к своей прошлогодней произвольной программе, но начала её не с четверного, а с тройного сальхова, из проката пропали оба тройных акселя, а каскад флип — тулуп закончился падением. В итоге команда Японии завоевала бронзу.

#### Сезон 2021—2022
В сентябре 2021 года заявила о переезде в Торонто для работы с канадским специалистом Брайаном Орсером. В октябре должна была выступить сначала на «Челленджере» Asian Open Trophy, а затем на канадском и японском этапе Гран-при, но снялась со всех трёх турниров из-за не до конца вылеченной остеохондральной травмы лодыжки, которую она получила в июле 2021 года. По этой же причине, в декабре, она также пропустила национальный чемпионат, тем самым не смогла побороться за место в сборной для участия в зимних Олимпийских играх в Пекине.

## Техника
С сезона 2016—2017 в программу стал включаться тройной аксель. В финале юниорского Гран-при 2017—2018 исполнила каскад тройной аксель и тройной тулуп, став первой в мире женщиной, которой удалось это сделать на соревнованиях под эгидой ISU. В январе 2019 года было опубликовано видео, где Рика Кихира на тренировке исполняет четверной тулуп, а также четверной сальхов.

## Программы
| Сезон     | Короткая программа                                                                               | Произвольная программа | Показательные выступления                                                                                      |
| --------- | ------------------------------------------------------------------------------------------------ | --- | --- |
| 2022—2023 | - «The Fire Within» Дженнифер Томас хореограф-постановщик Бенуа Ришо                             | - Музыка из фильма «Титаник» Джеймс Хорнер хореограф-постановщик Дэвид Уилсон | - «You Raise Me Up» Celtic Woman                                                                               |
| 2021—2022 | - «The Fire Within» Дженнифер Томас хореограф-постановщик Бенуа Ришо                             | - Музыка из фильма «Титаник» Джеймс Хорнер хореограф-постановщик Дэвид Уилсон | |
| 2020—2021 | - «The Fire Within» Дженнифер Томас хореограф-постановщик Бенуа Ришо                             | «International Angel of Peace»: - «O Virtus Sapientae» Хильдегарда Бингенская в исполнении Майя Бейзер - «Beirut Taxi» (из фильма «Сириана») Александр Деспла - «Wings of The Eagle» Uttara-kuru - «Caravans on the Move» Майк Бэтт - «Mother Tongue» Dead Can Dance - «Sacred Stone» Sheila Chandra - «In A Moment Of Greatness» Larry Groupé хореограф-постановщик Том Диксон - «Baby, God Bless You» Синъя Киёдзука хореограф-постановщик Стефан Ламбьель | - «Bebop and Lulu» Луиза Хоффстен - «2002» Энн-Мари                                                            |
| 2019—2020 | - «Breakfast In Baghdad» Ульф Вакениус в исполнении Юн Сун На хореограф-постановщик Ше-Линн Бурн | «International Angel of Peace»: - «O virtus sapientiae» Хильдегарда Бингенская в исполнении Майи Бейзер - «Beirut Taxi» Александр Деспла - «Wings of The Eagle» Uttara-Kuru - «Caravans on the Move» Майк Батт - «Mother Tongue» Dead Can Dance - «Sacred Stone» Шейла Чандра - «In A Moment Of Greatness» Ларри Груп хореограф-постановщик Том Диксон | - «Spirit» - «Bigger» Beyoncé (из фильма «Король Лев») - «The Greatest» Сиа хореограф-постановщик Кэти Рид     |
| 2018—2019 | - «Clair de lune» Клод Дебюсси хореограф-постановщик Дэвид Уилсон                                | - «A Beautiful Storm» Дженнифер Томас - «Mercy in Darkness» Two Steps from Hell хореограф-постановщик Том Диксон | - «Faded» Алан Уокер                                                                                           |
| 2017—2018 | - «Kung Fu Piano» The Piano Guys хореограф-постановщик Том Диксон                                | - «La strada» Нино Рота (из фильма «Дорога») хореограф-постановщик Джеффри Баттл | - «La Vie en rose» Эдит Пиаф - «Symphony» Clean Bandit, Сара Ларссон                                           |
| 2016—2017 | - «Цыганка» Морис Равель хореограф-постановщик Джеффри Баттл                                     | - «Rhapsody in Blue» Джордж Гершвин хореограф-постановщик Том Диксон | - «Symphony» Clean Bandit, Сара Ларссон - «A Whole New World» Алан Менкен, Тим Райс (из мультфильма «Аладдин») |

## Спортивные достижения
| Соревнования                              | 15/16                        | 16/17                        | 17/18                        | 18/19                        | 19/20                        | 20/21                        | 21/22                        | 22/23                        |
| Международные индивидуальные              | Международные индивидуальные | Международные индивидуальные | Международные индивидуальные | Международные индивидуальные | Международные индивидуальные | Международные индивидуальные | Международные индивидуальные | Международные индивидуальные |
| ----------------------------------------- | ---------------------------- | ---------------------------- | ---------------------------- | ---------------------------- | ---------------------------- | ---------------------------- | ---------------------------- | ---------------------------- |
| Чемпионаты мира                           |                              |                              |                              | 4                            |                              | 7                            |                              |                              |
| Чемпионаты четырёх континентов            |                              |                              |                              | 1                            | 1                            |                              |                              |                              |
| Финалы Гран-при                           |                              |                              |                              | 1                            | 4                            |                              |                              |                              |
| Этапы Гран-при. Финляндия                 |                              |                              |                              |                              |                              |                              |                              | 4                            |
| Этапы Гран-при. Internationaux de France  |                              |                              |                              | 1                            |                              |                              |                              |                              |
| Этапы Гран-при. NHK Trophy                |                              |                              |                              | 1                            | 2                            |                              | WD                           |                              |
| Этапы Гран-при. Skate Canada              |                              |                              |                              |                              | 2                            |                              | WD                           | 5                            |
| Челленджеры. Autumn Classic International |                              |                              |                              |                              | 1                            |                              |                              |                              |
| Челленджеры. Мемориал Ондрея Непелы       |                              |                              |                              | 1                            |                              |                              |                              |                              |
| International Challenge Cup               |                              |                              |                              | 1                            | 1                            |                              |                              |                              |
| Международные командные                   |                              |                              |                              |                              |                              |                              |                              |                              |
| Командные чемпионаты мира                 |                              |                              |                              | 2                            |                              | 3                            |                              |                              |
| Japan Open                                |                              |                              |                              |                              | 2                            |                              |                              | 1                            |
| Национальные                              |                              |                              |                              |                              |                              |                              |                              |                              |
| Чемпионаты Японии                         |                              |                              | 3                            | 2                            | 1                            | 1                            | WD                           | 11                           |
| Чемпионаты Японии среди юниоров           | 11                           | 11                           | 1                            |                              |                              |                              |                              |                              |
| Международные юниорские                   |                              |                              |                              |                              |                              |                              |                              |                              |
| Чемпионаты мира среди юниоров             |                              |                              | 8                            |                              |                              |                              |                              |                              |
| Финалы юниорского Гран-при                |                              | 4                            | 4                            |                              |                              |                              |                              |                              |
| Этапы юниорского Гран-при. Италия         |                              |                              | 3                            |                              |                              |                              |                              |                              |
| Этапы юниорского Гран-при. Латвия         |                              |                              | 2                            |                              |                              |                              |                              |                              |
| Этапы юниорского Гран-при. Словения       |                              | 1                            |                              |                              |                              |                              |                              |                              |
| Этапы юниорского Гран-при. Чехия          |                              | 2                            |                              |                              |                              |                              |                              |                              |
| Asian Trophy                              |                              |                              | 1                            |                              |                              |                              |                              |                              |

### Подробные результаты
Примечание. Цветом выделены медали. На чемпионатах ИСУ награждают малыми медалями за короткую и произвольную программу.
| Дата                       | Соревнование                                  | КП            | ПП            | Сумма                          |
| Сезон 2022—23              | Сезон 2022—23                                 | Сезон 2022—23 | Сезон 2022—23 | Сезон 2022—23                  |
| -------------------------- | --------------------------------------------- | ------------- | ------------- | ------------------------------ |
| 25—27 ноября 2022          | Этапы Гран-при: Grand Prix Espoo 2022         | 6 64,07       | 4 128,36      | 4 192,43                       |
| 28—30 октября 2022         | Этапы Гран-при: Skate Canada 2022             | 8 59,27       | 3 125,06      | 5 184,33                       |
| 8 октября 2022             | Japan Open 2022                               | —             | 5 113,44      | 1 (команда)                    |
| Сезон 2020—21              |                                               |               |               |                                |
| 15—18 апреля 2021          | Командный чемпионат мира 2021                 | 4 69,74       | 5 132,39      | 3 (команда)/ 4 (личное) 202,13 |
| 22—28 марта 2021           | Чемпионат мира 2021                           | 2 79,08       | 9 126,62      | 7 205,70                       |
| 23—27 декабря 2020         | Чемпионат Японии 2021                         | 1 79,34       | 1 154,90      | 1 234,24                       |
| Сезон 2019—20              |                                               |               |               |                                |
| 20—23 февраля 2020         | International Challenge Cup                   | 1 74,27       | 1 156,38      | 1 230,65                       |
| 4—9 февраля 2020           | Чемпионат четырёх континентов 2020            | 1 81,18       | 1 151,16      | 1 232,34                       |
| 19—22 декабря 2019         | Чемпионат Японии 2020                         | 1 73,98       | 1 155,22      | 1 229,20                       |
| 5—8 декабря 2019           | Финал Гран-при 2019/2020                      | 6 70,71       | 4 145,76      | 4 216,47                       |
| 22—24 ноября 2019          | Этапы Гран-при: NHK Trophy 2019               | 2 79,89       | 2 151,95      | 2 231,84                       |
| 25—27 октября 2019         | Этапы Гран-при: Skate Canada 2019             | 1 81,35       | 2 148,98      | 2 230,33                       |
| 12—14 сентября 2019        | Челленджеры. Autumn Classic 2019              | 1 78,18       | 1 145,98      | 1 224,16                       |
| Сезон 2018—19              |                                               |               |               |                                |
| 11—14 апреля 2019          | Командный чемпионат мира 2019                 | 1 83,97       | 5 138,37      | 2 (команда)/ 4 (личное) 222,34 |
| 18—24 марта 2019           | Чемпионат мира 2019                           | 7 70,90       | 2 152,59      | 4 223,49                       |
| 21—24 февраля 2019         | International Challenge Cup                   | 2 66,44       | 1 141,90      | 1 208,34                       |
| 7—10 февраля 2019          | Чемпионат четырёх континентов 2019            | 5 68,85       | 1 153,14      | 1 221,99                       |
| 20—24 декабря 2018         | Чемпионат Японии 2019                         | 5 68,75       | 1 155,01      | 2 223,76                       |
| 6—9 декабря 2018           | Финал Гран-при 2018/2019                      | 1 82,51       | 1 150,61      | 1 233,12                       |
| 23—25 ноября 2018          | Этапы Гран-при: Internationaux de France 2018 | 2 67,64       | 1 138,28      | 1 205,92                       |
| 9—11 ноября 2018           | Этапы Гран-при: NHK Trophy 2018               | 5 69,59       | 1 154,72      | 1 224,31                       |
| 19—22 сентября 2018        | Мемориал Ондрея Непелы 2018                   | 1 70,79       | 1 147,37      | 1 218,16                       |
| Сезон 2017—18              |                                               |               |               |                                |
| 5—11 марта 2018            | Чемпионат мира среди юниоров 2018             | 4 63,74       | 9 111,51      | 8 175,25                       |
| 21—24 декабря 2017         | Чемпионат Японии 2018                         | 5 66,74       | 2 141,29      | 3 208,03                       |
| 7—10 декабря 2017          | Финал юниорского Гран-при 2017/2018           | 4 66,82       | 4 125,63      | 4 192,45                       |
| 24—26 ноября 2017          | Чемпионат Японии среди юниоров 2018           | 6 57,89       | 1 135,57      | 1 193,46                       |
| 11—14 октября 2017         | Этапы юниорского Гран-при: Италия             | 2 66,72       | 3 119,09      | 3 185,81                       |
| 6—9 сентября 2017          | Этапы юниорского Гран-при: Латвия             | 6 55,05       | 1 125,41      | 2 180,46                       |
| 2—5 августа 2017           | Asian Trophy 2017                             | 1 60,26       | 1 122,80      | 1 183,06                       |
| Сезон 2016—17              |                                               |               |               |                                |
| 8—11 декабря 2016          | Финал юниорского Гран-при 2016/2017           | 5 54,78       | 3 120,38      | 4 175,16                       |
| 18—20 ноября 2016          | Чемпионат Японии среди юниоров 2017           | 4 58,86       | 14 94,87      | 11 153,73                      |
| 21—26 сентября 2016        | Этапы юниорского Гран-при: Словения           | 2 65,93       | 1 128,31      | 1 194,24                       |
| 31 августа—3 сентября 2016 | Этапы юниорского Гран-при: Чехия              | 1 66,78       | 2 118,73      | 2 185,51                       |